# Tullimonstrum
Tullimonstrum is een geslacht van uitgestorven dieren dat bij geen enkele bekende groep is ingedeeld (incertae sedis). Er is slechts één soort bekend, Tullimonstrum gregarium. De fossielen zijn gevonden in de buurt van Chicago (Illinois) in lagen die stammen uit het Carboon. In het Engels wordt het ook wel Tully Monster genoemd, naar de naam van de ontdekker Francis Tully, een amateur-paleontoloog, die in 1958 het eerste fossiel vond in de Mazon Creek fossil beds, Illinois. Omdat het fossiel zo vreemd is, is het benoemd tot staatsfossiel van Illinois. Onderzoekers dachten aanvankelijk dat het een blad van een plant was.

## Uiterlijke kenmerken
Tullimonstrum had een langgerekt, gesegmenteerd en ongepantserd lichaam, met aan de achterkant een paar vinnen. Het zachte lijf duidt wellicht op een verwantschap met de mollusken (weekdieren). Tullimonstrum had ogen op steeltjes. Ook de bek zat op een soort steeltje. In de bek zaten een paar scherpe randjes. Tullimonstrum was niet het enige dier met zo'n slurfachtige bek. Een dier uit het Cambrium, Opabinia, had een soortgelijk uiterlijk. Waarschijnlijk waren de twee echter niet verwant omdat Opabinia ook harde delen bezat, terwijl Tullimonstrum geheel uit zachte delen bestond. Tullimonstrum was zo'n negentien centimeter groot.

## Levenswijze en eetpatroon

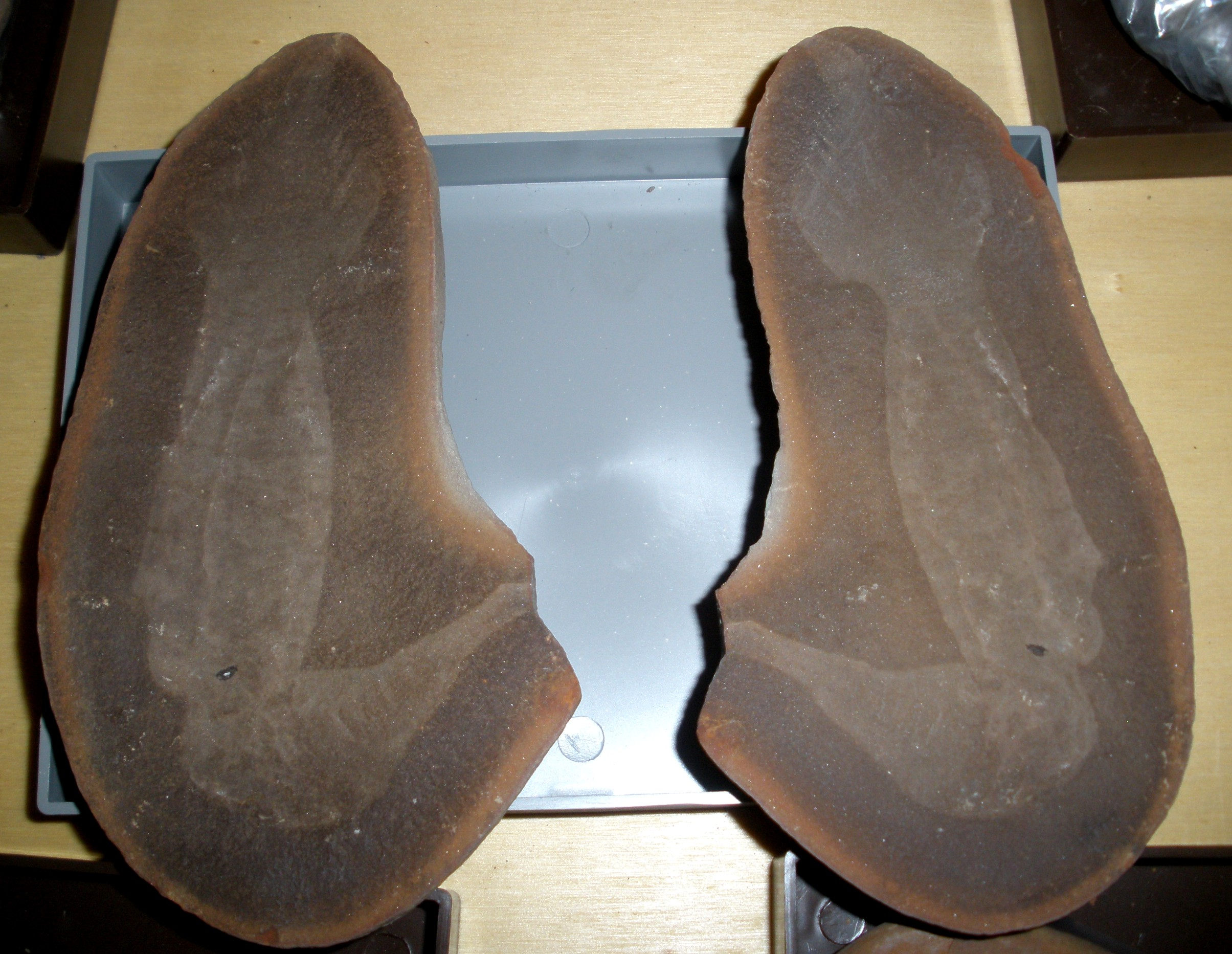
Fossiele afdruk van T. gregarium (Museo di Storia Naturale, Milaan).

Tullimonstrum was waarschijnlijk een aaseter die het grootste deel van de dag doorbracht op zoek naar karkassen van dode dieren. Het was hoogstwaarschijnlijk een waterdier dat in zout en/of brak water leefde, hoewel hij eventueel aan land zou hebben kunnen gaan, zoals landslakken dat met een slijmspoor doen. Het is niet bekend of Tullimonstrum alleen karkassen van andere dieren opat.

## Mogelijke verwantschappen met andere groepen
Tullimonstrum is bij geen enkele bekende groep ingedeeld. Om die reden denken sommige wetenschappers nog steeds dat het een plant is, in plaats van een dier. Verschillende verwantschappen met dieren uit Cambrische lagen zoals Opabinia zijn al geopperd. Vanwege het zachte lijf wordt er vaker geopperd dat het een primitieve in zee levende naaktslak was. Het gesegmenteerde lijf doet sommige andere wetenschappers echter denken aan een worm of platworm. Meer fossielen moeten gevonden worden om de plaats van Tullimonstrum in het dierenrijk te bevestigen.